# Metelkova mesto
Metelkova mesto je autonomni kulturni centar, squatter naselje u bivšoj vojarni JNA, u centru Ljubljane, Slovenija. Naziv je dobila po slovenskom rimokatoličkom svećeniku, filologu iz 19. stoljeća Franu Metelku po kojemu je nazvana i obližnja ulica.
AKC Metelkova zauzima prostor od 12.500 m² i čini je sedam građevina među kojima su: galerija Alkatraz, klub Gromka, Trg brez zgodovinskega spomina, radikalna infoteka Škratova čitalnica, klub Monokel, klub Tiffany i umetnički ateljei i radionice, a donedavno i Mala šola, koja je srušena 2. kolovoza 2006.

## Povijest
Ideja o autonomnom centru dolazi s kraja 1980-ih kada se 200-tinjak ljubljanskih intelektualaca, umjetnika i aktivista okupilo u "Mrežu za Metelkovu", nastojeći dobiti prostor vojarne. Nakon što je JNA 1991. napustila Sloveniju, počeli su stalni pregovori s gradskim vlastima, s kojima je postignuta načelna saglasnost za dobivanje prostora. Neočekivano, u noći 9. na 10. rujna 1993. godine je počelo rušenje nekih od zgrada na Metelkovoj, na što je stotinjak ljudi preskočilo ogradu i zauzelo vojarnu, među kojima i određeni broj istaknutih ljubljanskih intelektualaca. Također je postojala jaka podrška slovenskog civilnog društva, umjetnika i poznatih osoba, uključujući i Majku Terezu, koja je poslala pismo podrške. Nakon tri mjeseca gradske vlasti su isključili struju i vodu.
Danas u Metelkovoj postoje brojne vježbaonice za bendove, glazbeni studio, likovne radionice, izložbeni prostori, koncertni prostori, žensko savjetovalište, klubovi homoseksualaca i lezbijki, a često se u prostorima održavaju kulturne manifestacije.

## Vanjske poveznice
- Metelkova mesto (slov.)